# Almagreira (Vila do Porto)
Almagreira is een plaats (freguesia) in de Portugese gemeente Vila do Porto en telt 537 inwoners (2001).

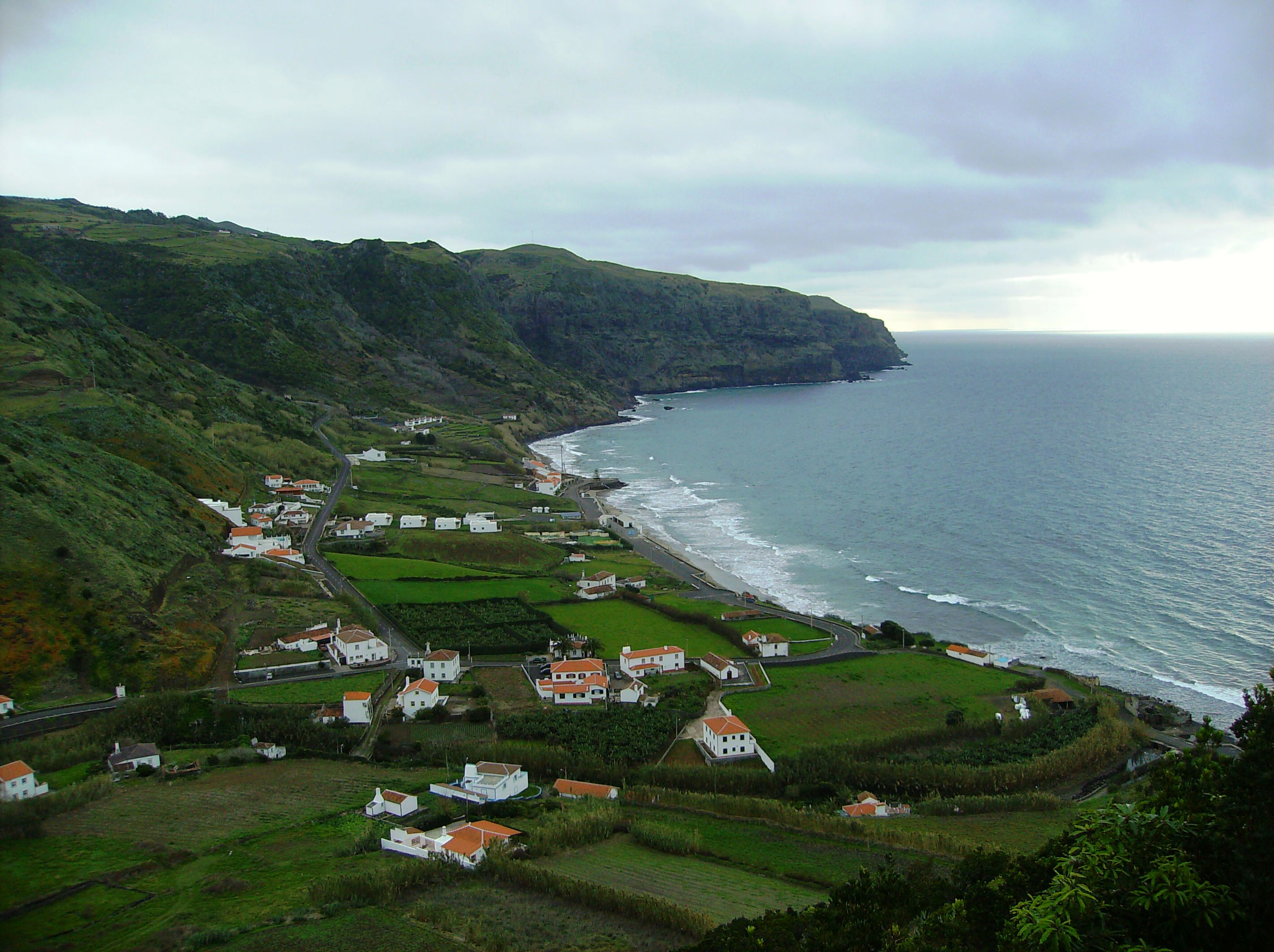
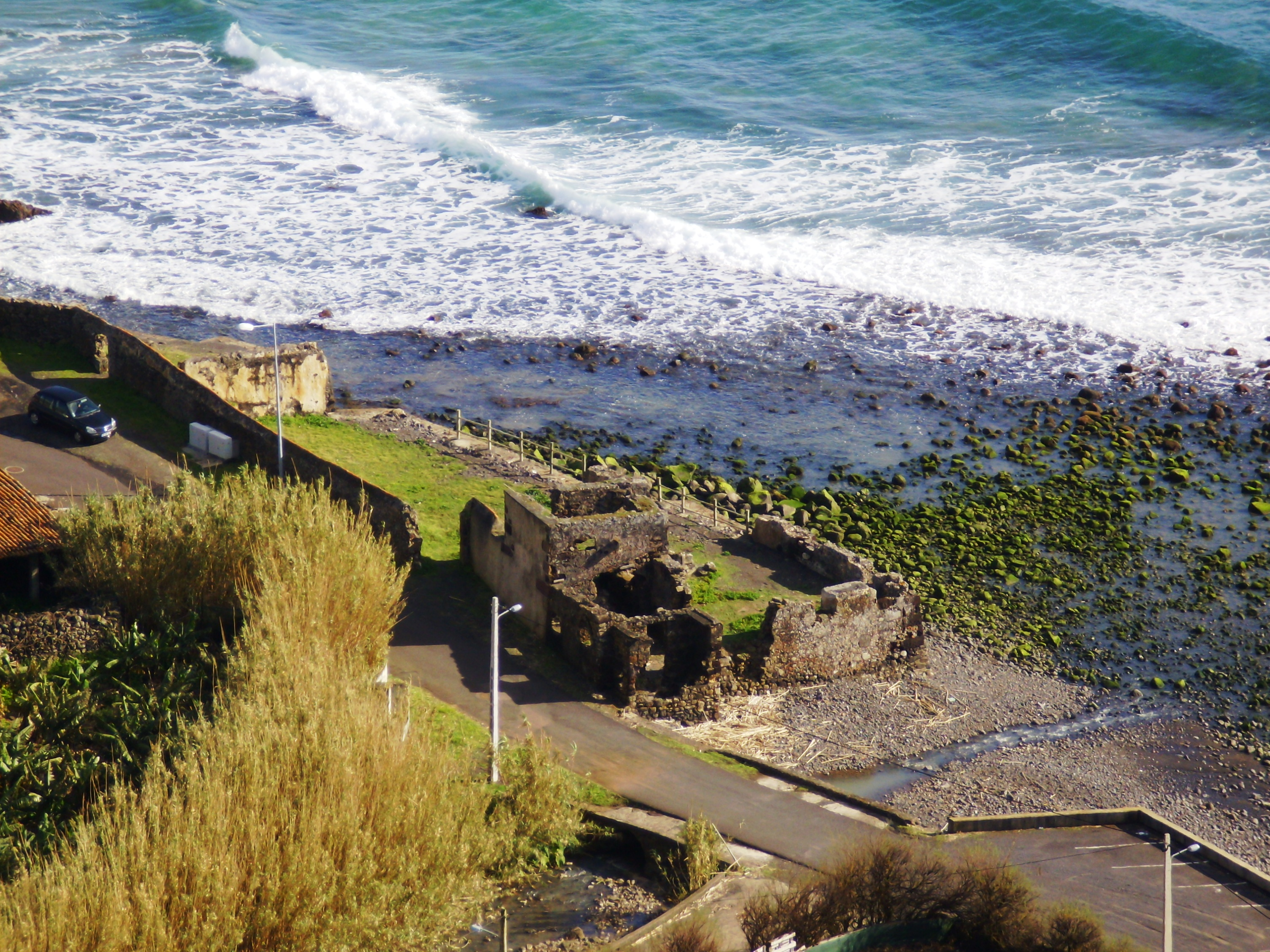
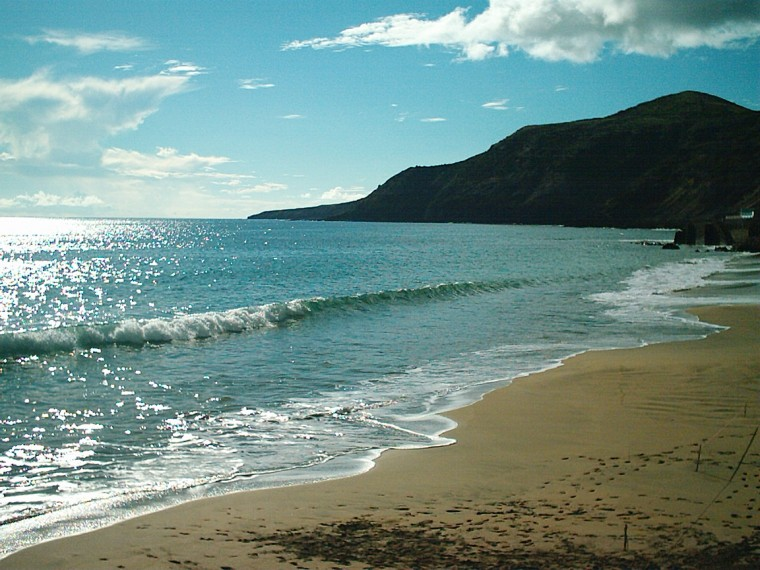
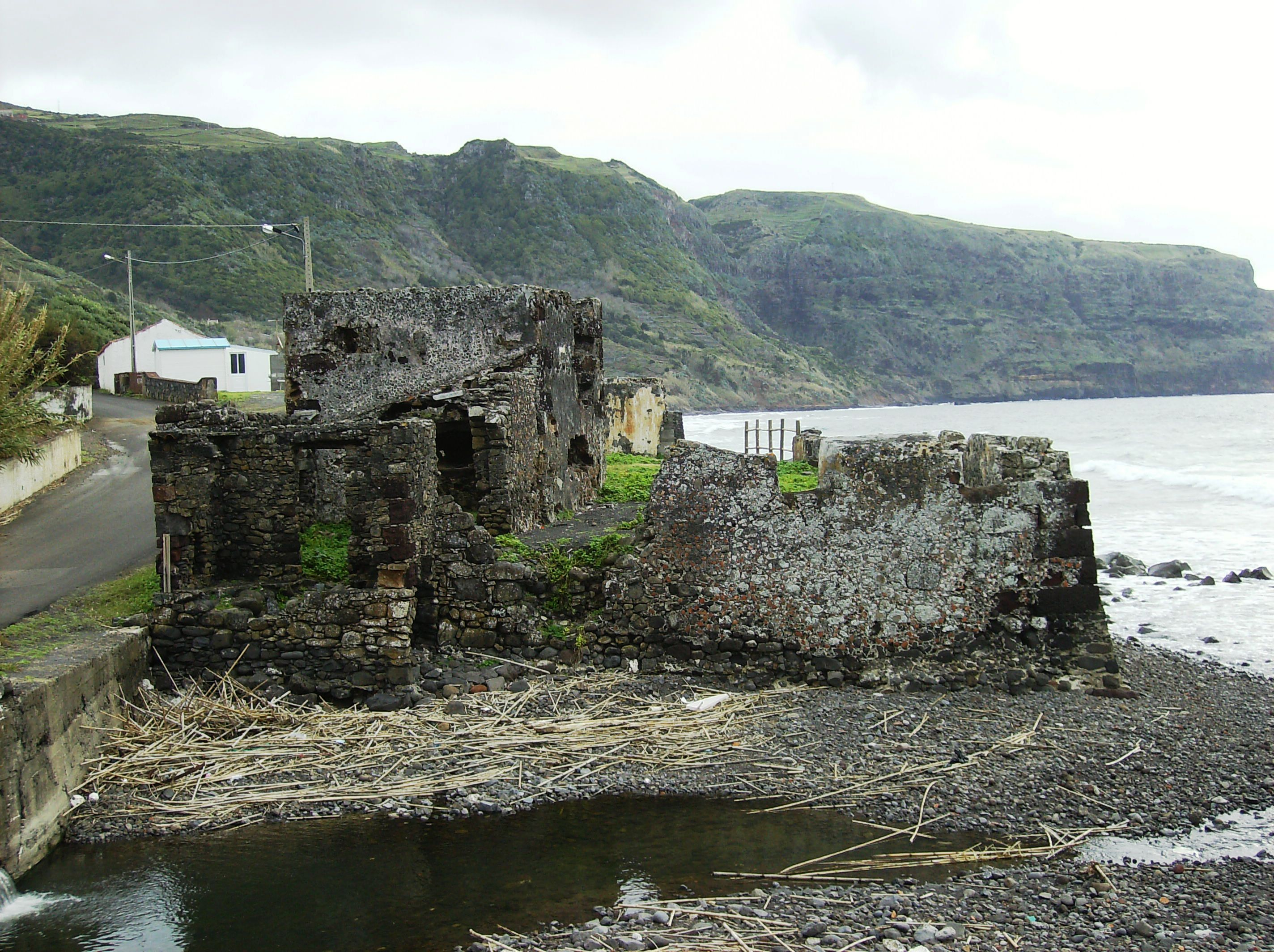
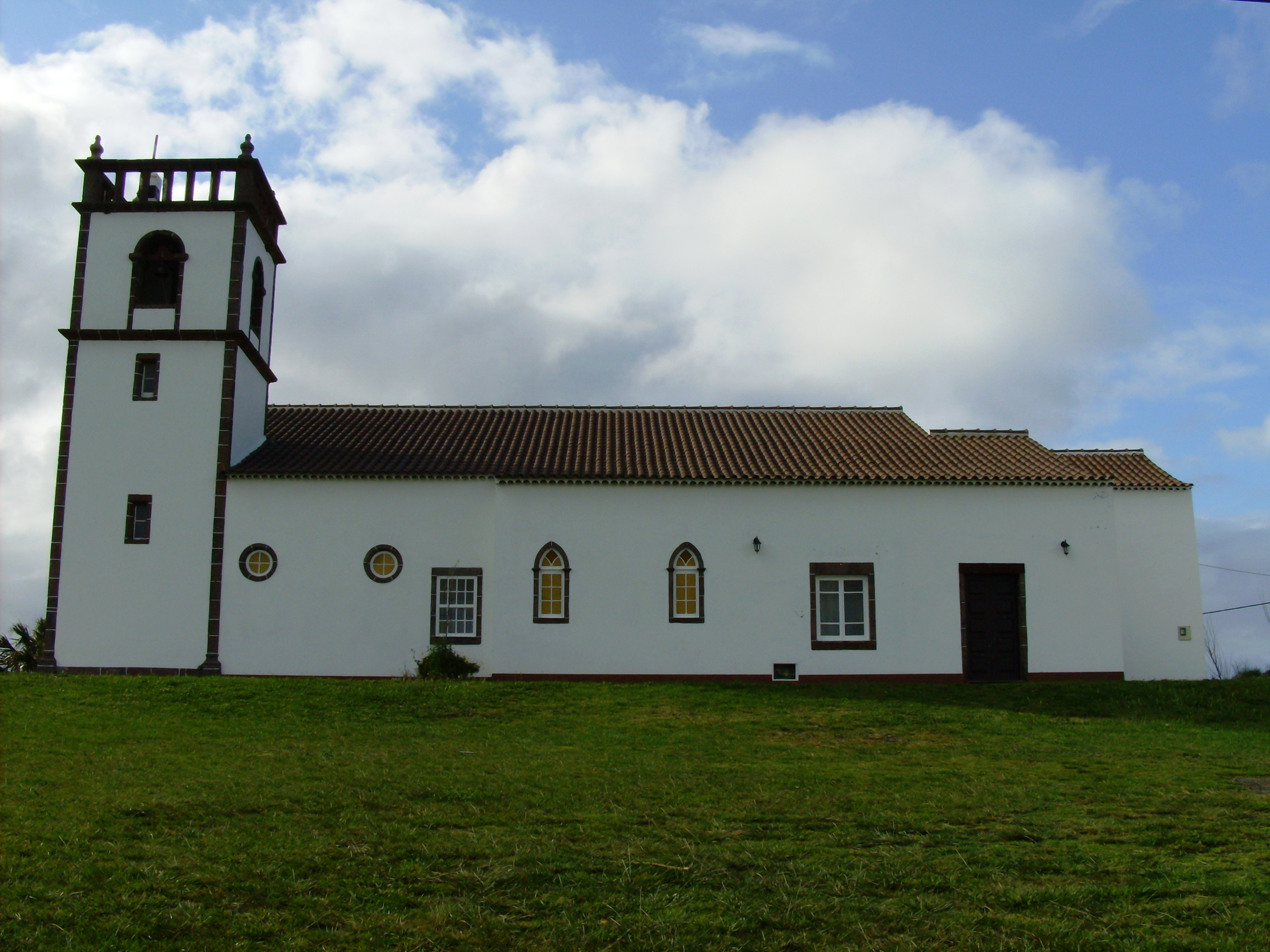
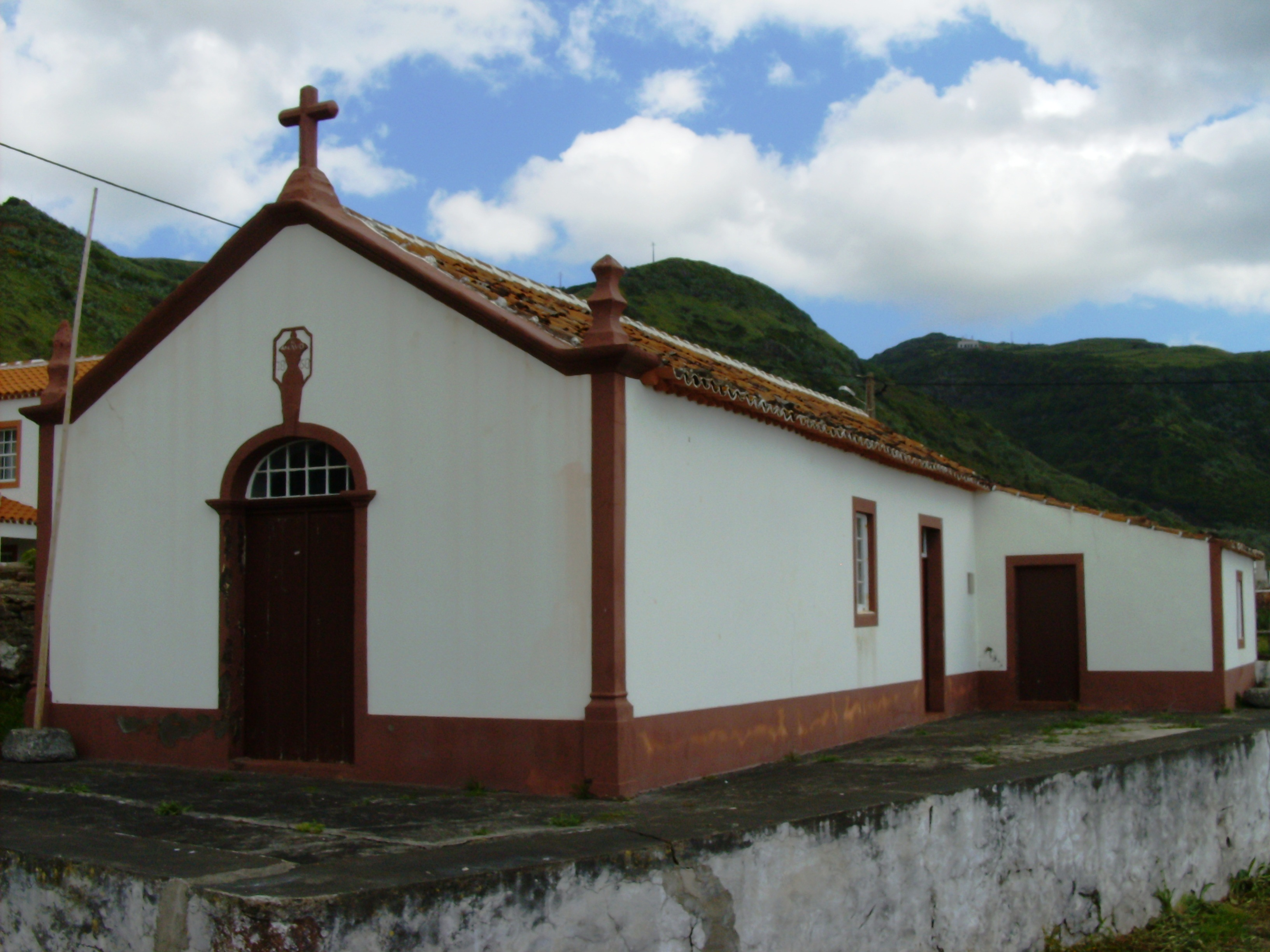
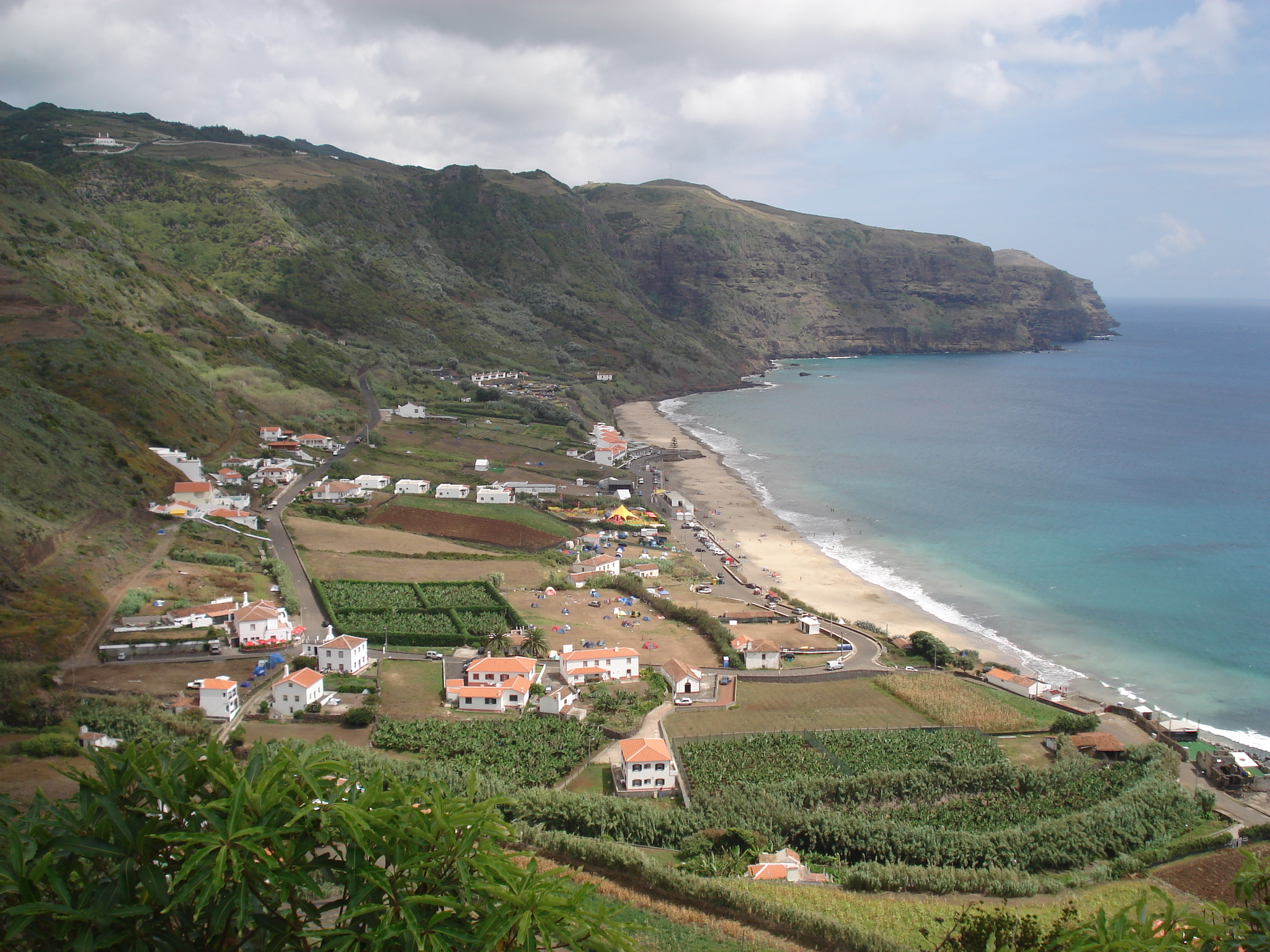
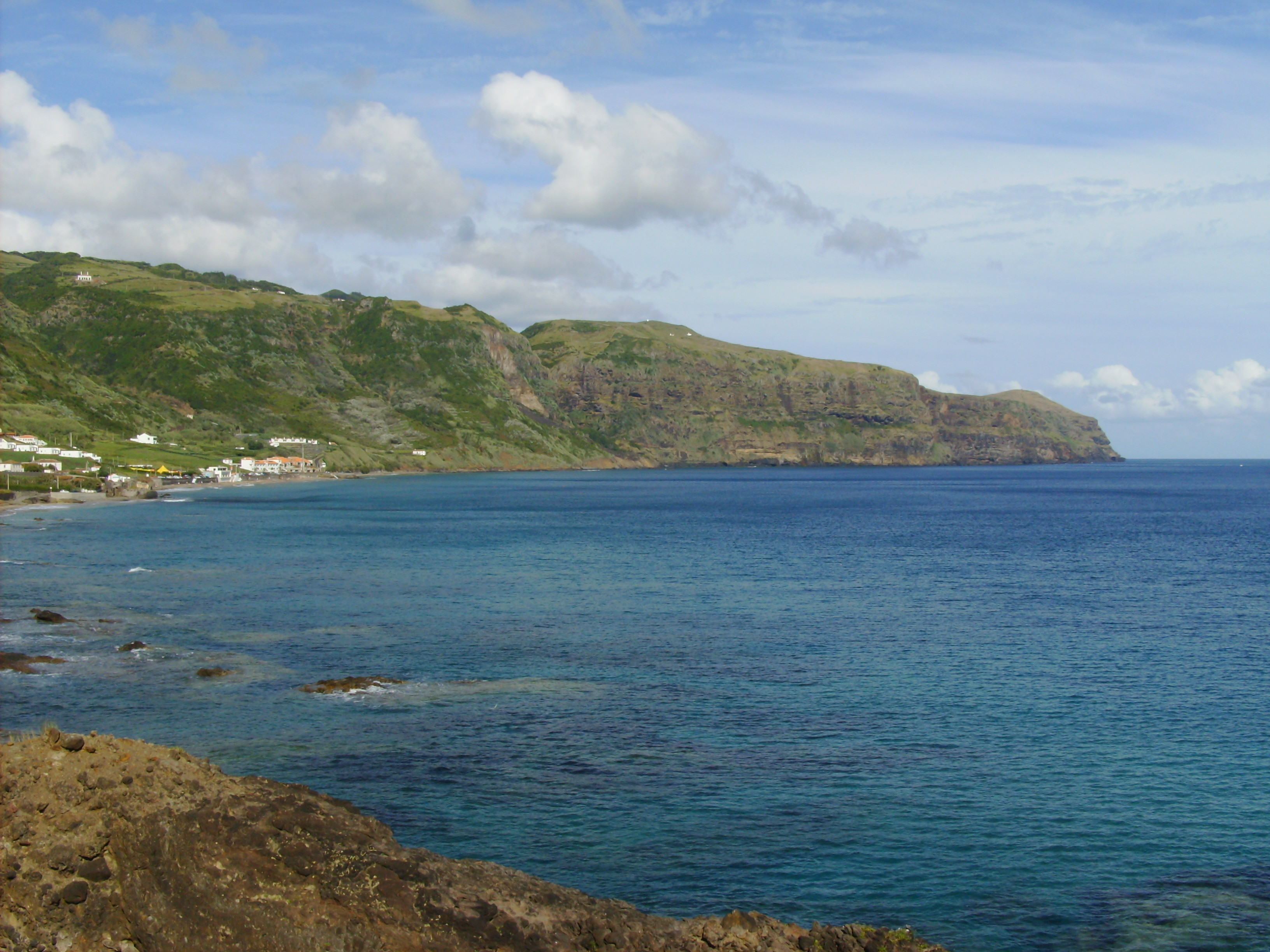